# Chuzhaya
Chuzhaya (russo: чужая), noto anche col titolo  internazionale The Alien Girl, è un film del 2010 diretto da Anton Bormatov.

## Trama
Angela verrà rapita dalla mafia ucraina perché vuole testimoniare contro il loro capo, e trascinata a Praga, dove verrà torturata. Ma la ragazza è molto affascinante e riuscirà a sedurre i suoi aguzzini e a scappare.

## Distribuzione
Per quanto riguarda la distribuzione internazionale, la Fox, ritenendo il film di «potenziale interesse» per il mercato estero, stipula un accordo di cooperazione con la Fortissimo Films alla vigilia del festival di Cannes 2010.